# Leda Catunda
Leda Catunda Serra (São Paulo, 23 de junho de 1961) é uma artista visual, pintora, escultora, artista gráfica e professora brasileira.
É considerada um dos maiores talentos surgidos no âmbito da Geração 80, explorando os limites entre a pintura e o objeto. Expôs três vezes na Bienal Internacional de São Paulo, entre outras mostras de relevo.

## Biografia
Filha de Vera Catunda Serra, arquiteta e paisagista, e de Geraldo Serra Gomes, também arquiteto e professor da Faculdade de Arquitetura e Urbanismo da Universidade de São Paulo, Leda Catunda é também sobrinha-neta  do matemático Omar Catunda e da compositora Eunice Catunda.
Graduou-se em artes plásticas na Fundação Armando Álvares Penteado (FAAP), onde estudou, entre 1980 e 1984, tendo como mestres Regina Silveira, Julio Plaza, Nelson Leirner e Walter Zanini, entre outros. Tem então seus primeiros contatos com a arte conceitual, manifesta em suas primeiras litografias. Inicia-se no circuito artístico nessa mesma época, por intermédio de Aracy Amaral, crítica de arte e então diretora do Museu de Arte Contemporânea da USP, que divulga seu trabalho ao lado dos igualmente estreantes Sérgio Romagnolo (com quem foi casada por um período), Ana Maria Tavares, Ciro Cozzolino e Sergio Niculitchef, na exposição Pintura como meio, ocorrida em 1983.
Integrou a famosa exposição Como Vai Você, Geração 80?, sediada na Escola de Artes Visuais do Parque Lage, no Rio de Janeiro, em 1984. Ganhou destaque nacional após a mostra, estampando as capas de revistas e jornais, despertando a atenção tanto da crítica especializada em função da contestação que suas obras exprimiam em relação à arte conceitual dos anos setenta.
Leda Catunda esteve entre os principais expoentes da assim chamada Geração 80, apoiando o movimento de revalorização da pintura frente às tendências conceituais da década anterior. Expôs na XVII Bienal Internacional de São Paulo, ainda em 1983, apresentando um videotexto. Apresentou-se também na I Bienal de Havana, em Cuba, em 1984, voltando a expor na Bienal de São Paulo, em 1985, além de outras grandes mostras coletivas, como Modernidade (Paris, 1987). Atua também na academia: em 1986, passou a lecionar tanto na FAAP quanto em seu ateliê, permanecendo na função até meados dos anos noventa. Paralelamente, ministrou cursos livres e workshops em diversas instituições do país e também no exterior. Em 1990, venceu o "Prêmio Brasília de Artes Plásticas/Distrito Federal", na categoria aquisição.
A princípio, sua produção pictórica explora os limites entre a pintura e o objeto, não isenta de referências à pop art, em que pesam o uso de volumes estofados à maneira de Claes Olden e as composições neoconcretistas de Lygia Pape. Seus trabalhos da década de oitenta possuem um forte traço descritivo e caricatural, destacando-se pela atenção dispensada às texturas e superfícies dos materiais industrializados, aos quais a artista adiciona acabamento em técnica artesanal, almejando realçar a particularidade e originalidade de cada peça.
Na década de 90, eliminou as narrativas em favor das composições geométricas, em uma produção mais "limpa" em termos de cor, figuração e textura. A artista busca desde então atingir formas agradáveis e sensuais, utilizando-se de tecidos e outros materiais maleáveis e leves, em referência aos elementos da natureza. Sua obra visa despertar a curiosidade e as sensações táteis, mas mantem o traço crítico, voltado à banalização das imagens na sociedade contemporânea. Integrou o grupo de artistas selecionados para a Mostra do Descobrimento, em 2000, e voltou a expor na Bienal de São Paulo, em 2008.
Doutorou-se pela Escola de Comunicações e Artes da Universidade de São Paulo em 2003, defendendo a tese Poética da Maciez: Pinturas e Objetos Poéticos, sob orientação de Júlio Plaza. Entre 1998 e 2005, lecionou pintura e desenho na Faculdade Santa Marcelina, na capital paulista. Em 1998 a editora Cosac & Naify publicou o livro Leda Catunda, de autoria de Tadeu Chiarelli.